# امیکو سوزوکی
امیکو سوزوکی (انگلیسی: Emiko Suzuki؛ زادهٔ ۱۲ نوامبر ۱۹۸۱) شناگر موزون اهل ژاپن است.